# Droga wojewódzka 291
Die Droga wojewódzka 291 (DW 291) ist eine einen Kilometer lange Droga wojewódzka (Woiwodschaftsstraße) in der polnischen Woiwodschaft Kujawien-Pommern, die den Bahnhof in Otłoczyn mit der Droga krajowa 91 verbindet. Die Strecke liegt im Powiat Aleksandrowski.

## Streckenverlauf
Woiwodschaft Kujawien-Pommern, Powiat Aleksandrowski
-  Otłoczyn (Krügershauland) (DK 91)